# Desmos chinensis
Desmos chinensis är en kirimojaväxtart som beskrevs av João de Loureiro. Desmos chinensis ingår i släktet Desmos och familjen kirimojaväxter. Utöver nominatformen finns också underarten D. c. .D. c. lawii.

## Bildgalleri

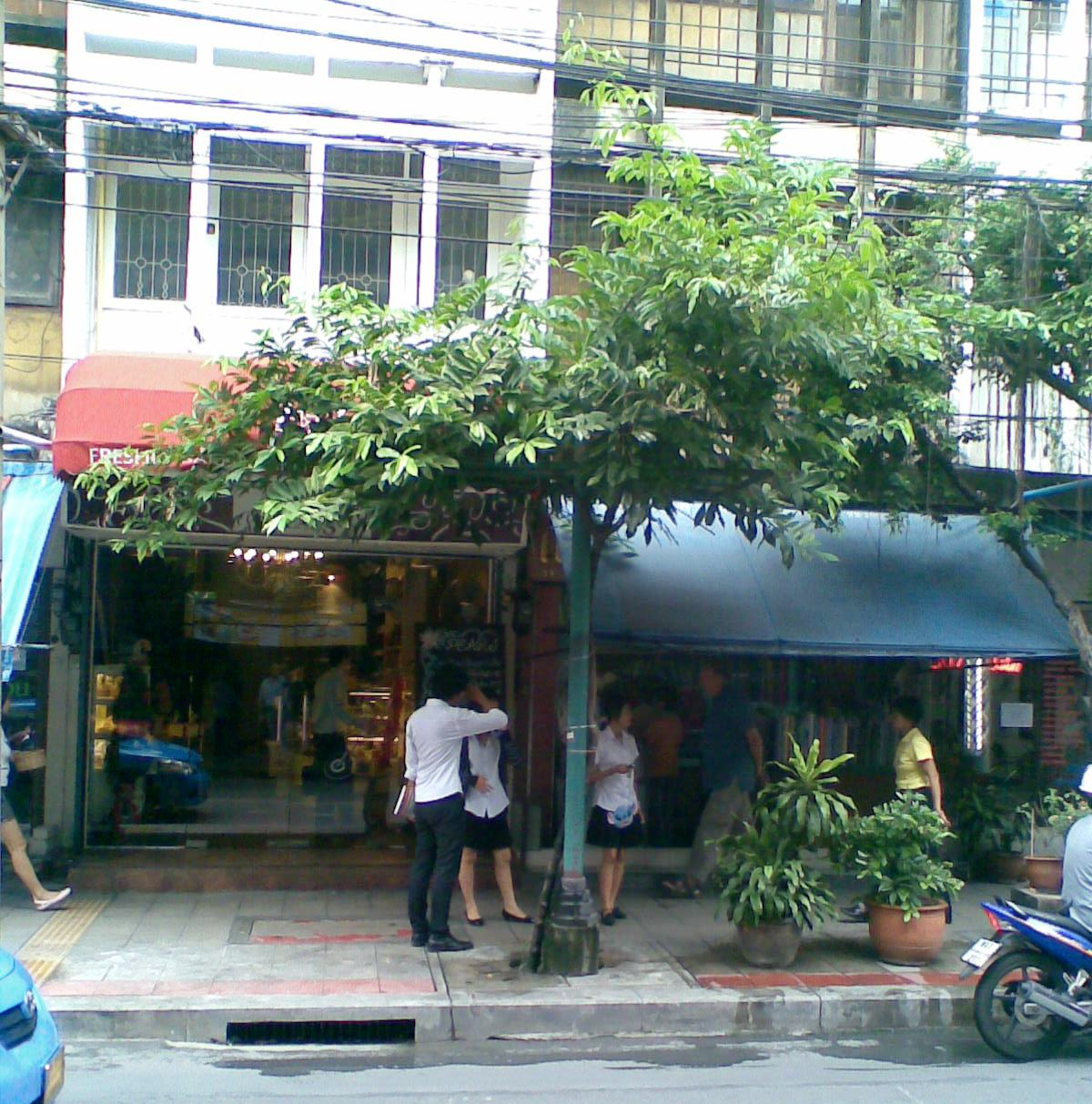
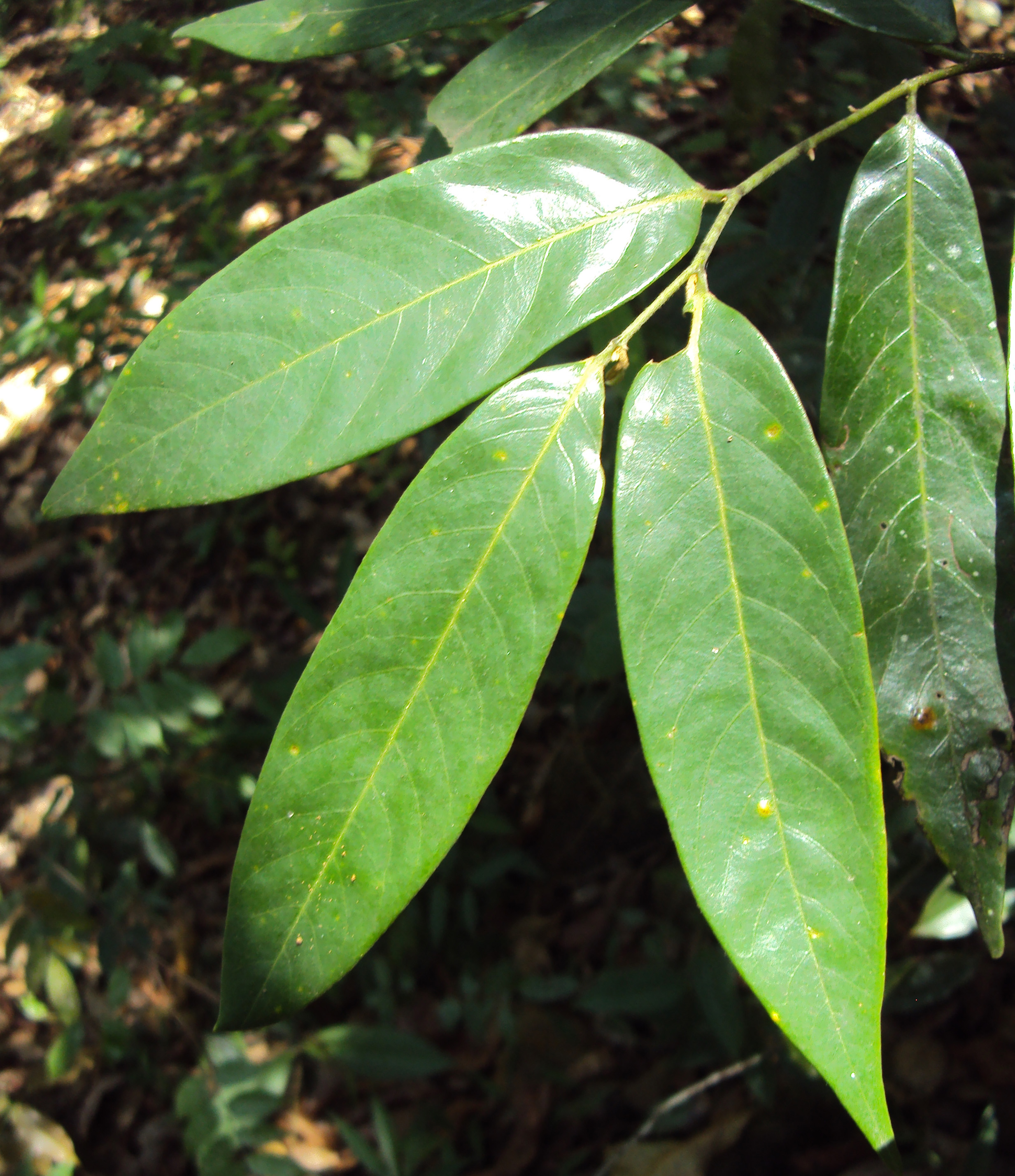
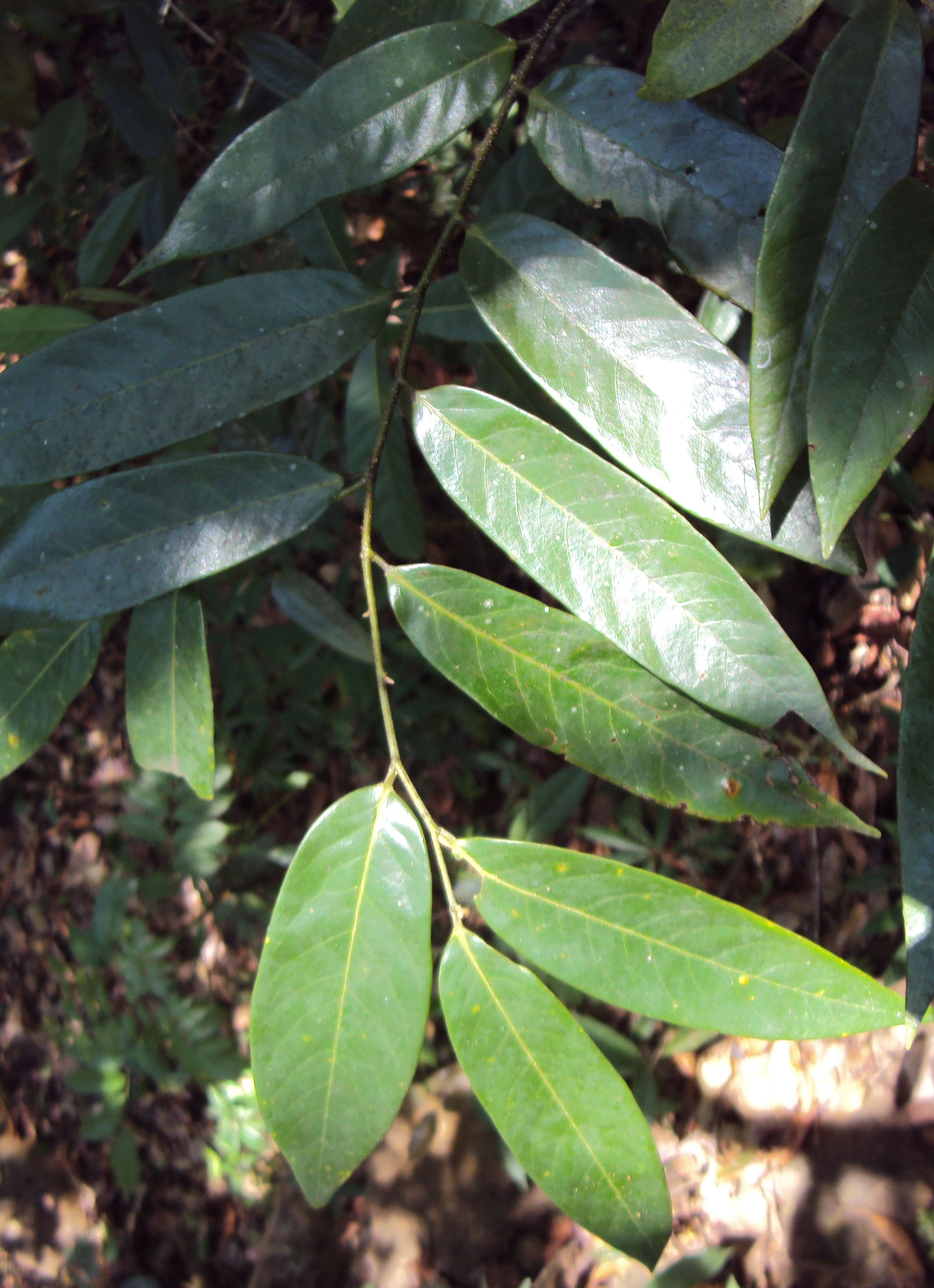
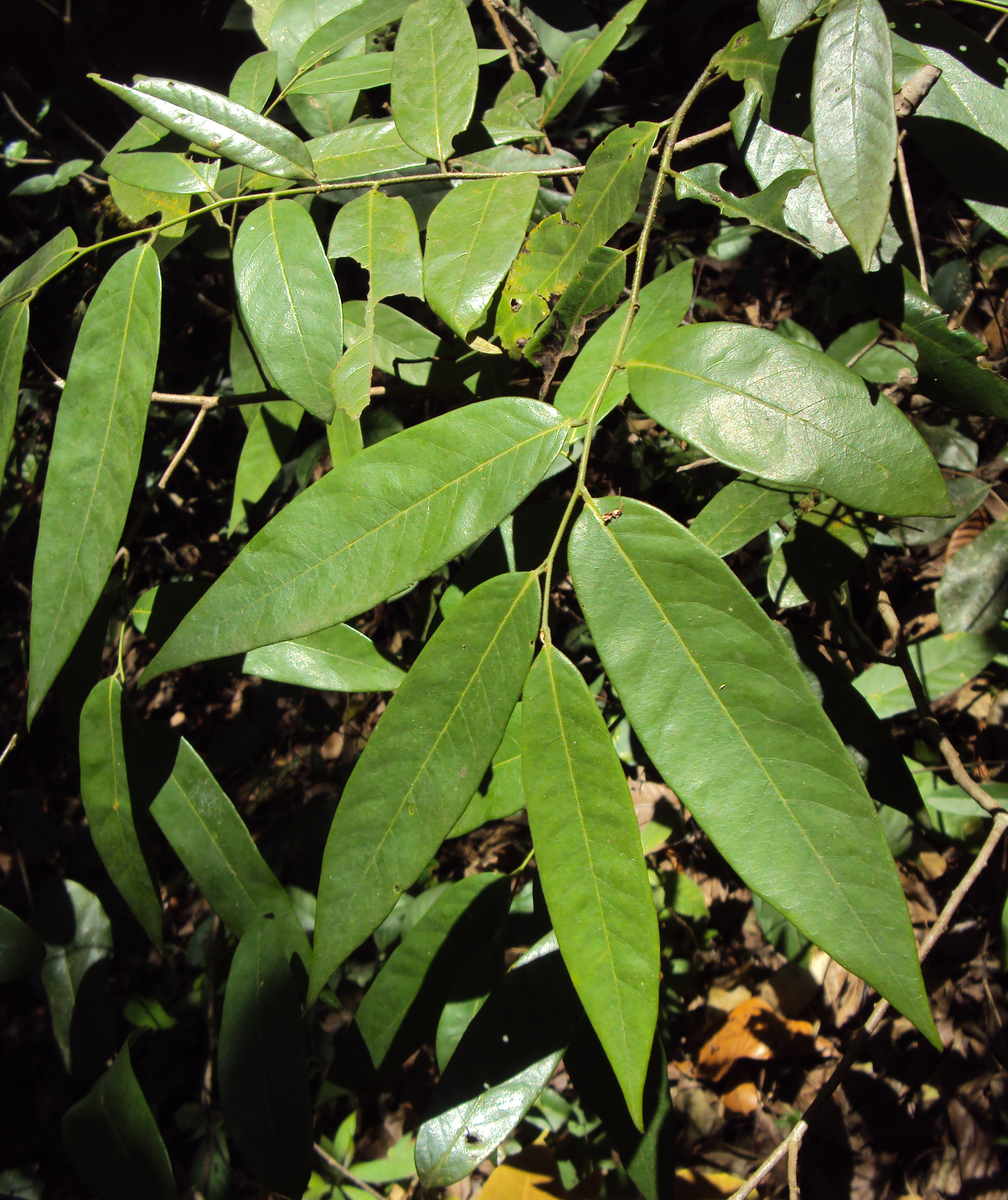